# Любимовское
Люби́мовское (Хелисева-ярви; фин. Helisevä) — озеро на границе Выборгского и Приозерского районов Ленинградской области на Карельском перешейке.
Площадь озера — 11,8 км².

## Расположение
Озеро расположено в 5 км к западу от посёлка Мельниково Приозерского района. Состоит из двух частей соединённых протокой и вытянутых с северо-запада на юго-восток. В южную часть озера впадает река Козловка из Михалёвского озера. Через северную — протекает река Дымовка, впадающая в Вуоксу.
Озеро расположено между деревнями Маслово и Студеное, имеет подковообразную форму. Условно данный водоем делят на большое и малое Любимовские озера, которые соединяются между собой узкой протокой в деревне Козлово.

## Бассейн
К бассейну Любимовского относятся озёра:
- Хийденъярви;
- Жигулёвское;
- Пограничное;
- Свободное;
- Бородинское;
- Двойное;
- Капитоновское;
- Карповское;
- Михалёвское.

## Местность
Южный берег озера обрывистый, северный — пологий. В основном глубины колеблются от 8 до 10 метров, встречаются ямы до 14. По южному берегу первый свал расположен в 1-3 метрах от береговой линии, северный берег имеет ярко выраженный свал лишь местами.
Каменные гряды и банки можно найти без использования эхолота, в основной массе все неровности дна расположены по линиям между островами.
На глубинах от 6 метров дно покрыто слоем ила и взвеси, на меньших глубинах преобладает чистое каменное дно. Преимуществ у этого места два, первое — это небольшая лодочная станция, где можно взять в прокат лодку (Пелла) и оставить машину, второе — чистые места, до которых не доезжает основная масса отдыхающих, вследствие чего стоянки (а их много) чистые
На озере есть множество разных по размеру островов (например, Ирис).

## Рыбалка летом
Летом основной целью всех рыболовов на озере Любимовское является щука, которую, ввиду количества, не сложно поймать. Размеры рыбы небольшие, в среднем от 1 до 2 килограмм, но могут клюнуть и до 5. Окуня на озере много, но большие стаи предпочитают держатся на банках и каменистых грядах, у линии водорослей бывают единичные поклёвки.
Щука на озере присутствует повсеместно. Особенно много средне-мелкой щуки в береговых зарослях водорослей и камыша. На открытой воде зубастая так же встречается, в основном на свалах и банках, но её количество невелико.
Самый результативный способ ловли — в заброс на колеблющиеся блесны. Никаких сложностей нет, подплываем на 5 — 7 метров к стене камыша или линии водорослей, облавливаем и плывем дальше. При таком способе лова Вам может помочь электромотор, вещь не дорогая, но очень полезная.
Окунь — рыба, которая есть в каждом водоеме Северо-Запада, на Любимовском озере его так же в достатке. На любом участке водоема можно наловить на уху или пару сковородок.
По окуню работают любые приманки, но на первом месте (с большим отрывом) стоит микро джиг.

## Рыбалка зимой
Зимой, как и летом, на озере можно хорошо половить рыбу. Стоит отметить, что конкурентов будет мало, так как в период твердой воды Любимовское не пользуется популярностью. Основная цель всех рыболовов зимой — окунь. Окунь держится около донных аномалий, на свалах и каменистых осыпях. У берега есть много окуня-тровянника, который подойдёт лишь для изготовления жёлтого полосатика. Большие стаи окуня «пищевого» размера обычно стоят на открытых пространствах, и ловят его соответственно там же.
Щуку зимой практически не ловят, но в ловле щуки зимой на жерлицы так же нет никаких хитростей. Наловить живца на водоеме очень просто, в основном это будет небольшой окунь, которого и предпочитает щука на этом озере.
Однако есть одна тонкость — жерлицы лучше всего ставить около тростника, так как на свалах поймать что-то практически нереально. За несколько выездов на глубине не было поймано ни одной щуки, все поклёвки были около берега в обычных местах ловли зубастой.
Зимой в основном попадаются экземпляры около 1 килограмма. Если ставить около 20-ти жерлиц, то даже в бесклёвье за световой день можно поймать 1 — 2 щуки.